# Argiolestes amphistylus
Argiolestes amphistylus är en trollsländeart som beskrevs av Maurits Anne Lieftinck 1949. Argiolestes amphistylus ingår i släktet Argiolestes och familjen Megapodagrionidae. Inga underarter finns listade i Catalogue of Life.